# Rhin antérieur
Pour les articles homonymes, voir Rhein et Rhin.

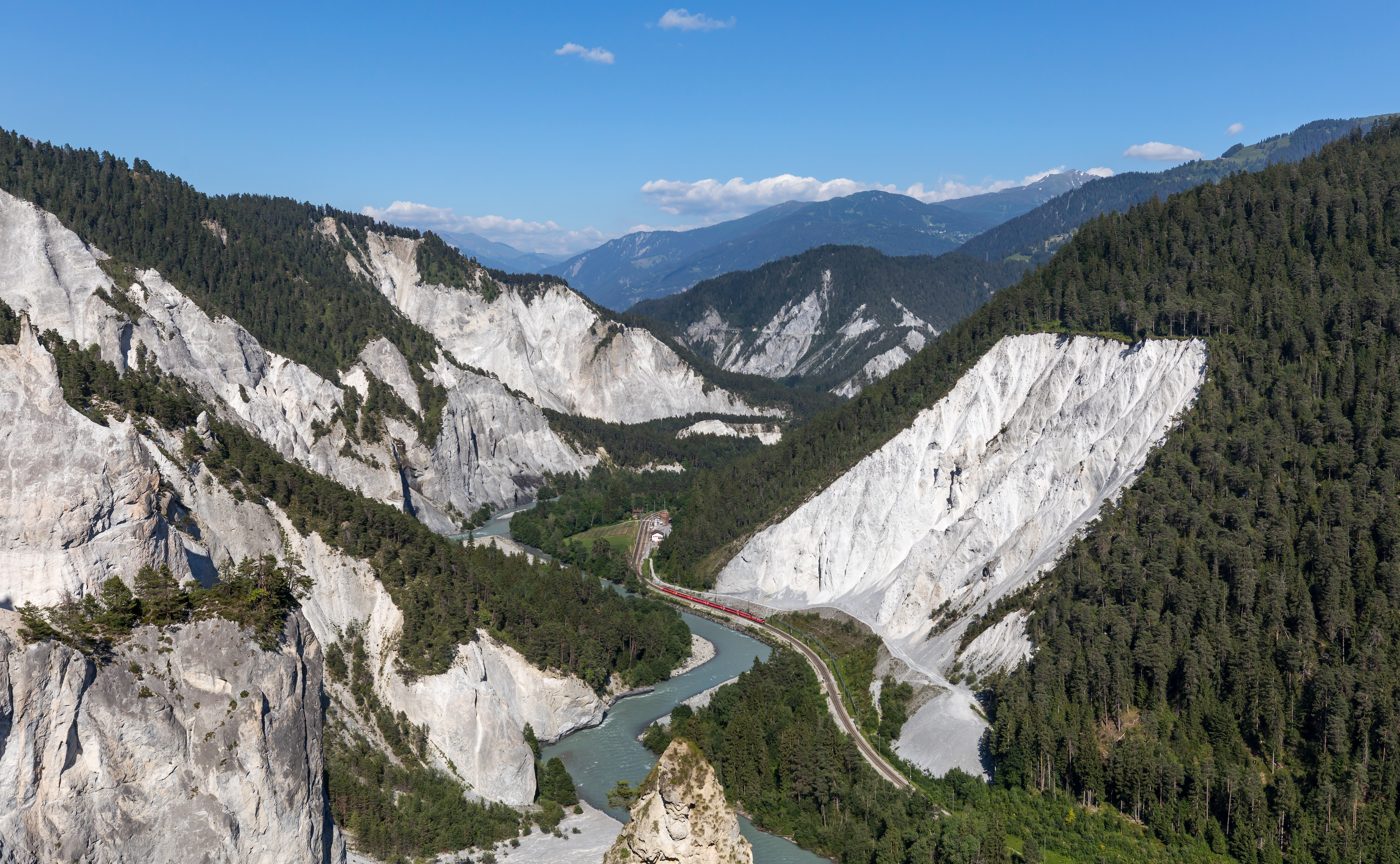
La vallée du Rhin antérieur près de Versam, parcourue par un train des Chemins de fer rhétiques.

Le Rhin antérieur (en allemand : Vorderrhein ; en romanche : Rein anteriur) est une rivière de Suisse. Il s'agit du cours principal du Rhin qui ne prend ce nom qu'après la confluence avec le Rhin postérieur (en allemand : Hinterrhein), à Tamins-Reichenau, quelques kilomètres en amont de Coire.

## Parcours

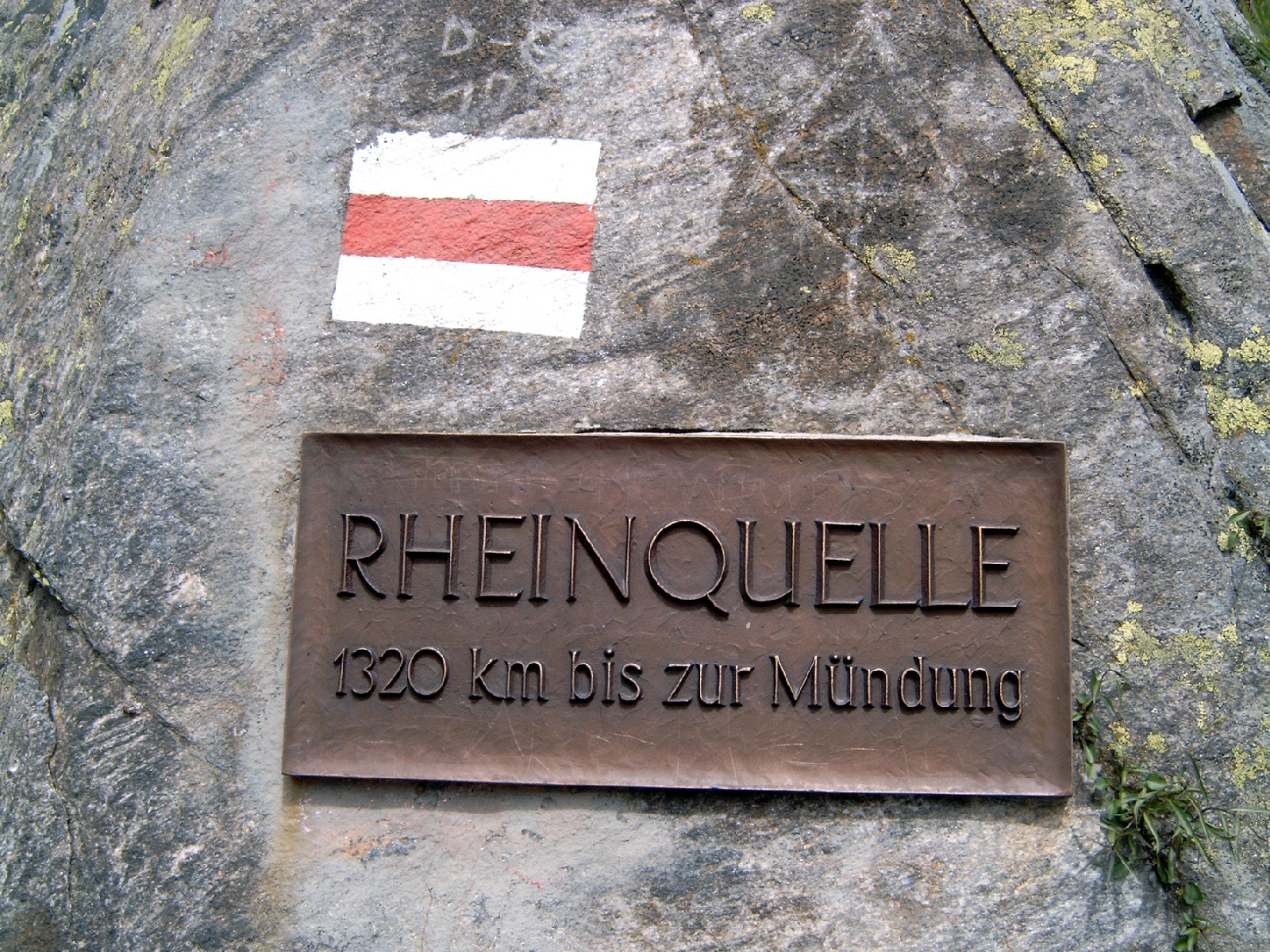
Plaque « source du Rhin » au lac de Toma.

Le Rhin antérieur prend sa source quelques kilomètres au sud du col de l'Oberalp.

### Principaux affluents
Le Rhin antérieur est la source du Rhin, mais sa localisation précise fluctue selon les critères utilisés.
- Rhin antérieur
  - Landwasser
  - Glogn
  - Rabiusa
  - Sources du Rhin :
    - Rein da Tuma (environ 71 km), source officielle à l’embouchure du ruisseau Rein da Tuma dans le lac de Tuma (Tomasee en allemand).
    - Aua da Val (environ 70 km)
    - Rein da Maighels (environ 75 km)
    - Rein da Curnera (environ 74 km)
    - Rein da Nalps (environ 71 km)
    - Rein da Medel, Reno di Medel ou Froda (environ 76 km)